# اسلافرامین
اسلافرامین (به انگلیسی: Slaframine) با فرمول شیمیایی C۱۰H۱۸N۲O۲ یک ترکیب شیمیایی است. که جرم مولی آن ۱۹۸٫۲۶۲۱۲ g/mol می‌باشد. 